# 140 (число)
140 (Сто со́рок) — натуральне число між 139 та 141.

## У математиці
- Сума перших семи квадратів

### Геометрія
- Геометричний кут 140° належить до розряду тупих кутів

Кут 140 градусів

## Географія
- Всього станом на 2007 рік в Антарктиці виявлено понад 140 підльодовикових озер.

## Військова справа
- В СРСР була 140-та стрілецька дивізія
- 140-й піхотний полк Зарайський

## Час
- 19 травня — 140-й у високосні роки | 20 травня — 140-й день року
- Роки:

140 до н. е. | 140 рік | 140-ті до н. е. | 140-ті роки

## Техніка

### Моделі техніки
- Регіональний вантажний літак Ан-140
- радянський ракетний підводний крейсер стратегічного призначення К-140
- Німецький підводний човен U-140
- Третій експериментальний космічний корабель Космос-140
- Ескадрені міноносці типу V-140
- Регіональний реактивний літак Embraer ERJ 140

## Інші області
- Twitter обмежує повідомлення 140 символами.